# Tân Phú, Tây Ninh
Tân Phú là một xã thuộc tỉnh Tây Ninh, Việt Nam.

## Địa lý
Xã Tân Phú nằm ở phía tây nam huyện Tân Châu, có vị trí địa lý:
- Phía đông giáp xã Suối Dây
- Phía tây giáp huyện Tân Biên
- Phía nam giáp xã Tân Hưng
- Phía bắc giáp xã Thạnh Đông.

Xã Tân Phú có diện tích 43,75 km², dân số năm 2019 là 9.987 người, mật độ dân số đạt 228 người/km².

## Hành chính
Xã Tân Phú được chia thành 6 ấp: Tân Châu, Tân Hòa, Tân Lợi, Tân Thanh, Tân Tiến, Tân Xuân.